# Johan Nicolai Madvig
Johan Nicolai Madvig (Svaneke (Bornholm sziget), 1804. augusztus 7. – Koppenhága, 1886. szeptember 13.) dán nyelvész és államférfi.

## Élete
Koppenhágában tanult, ahol 1826-ban magántanár, 1828-ban lektor és 1829-ben a latin nyelv és irodalom tanára lett. 1848 októberében beválasztották a dán képviselőházba, novembertől 1851 decemberéig közoktatásügyi miniszter volt, aztán pedig tanfelügyelő. Később a koppenhágai egyetemen a klasszika-filológia tanára lett, mely állásáról 1879-ben, miután meg is vakult, lemondott. Ciceróról írt bevezető tanulmányait e remekiró egyes műveinek kritikai kiadása követte: De finibus bonorum et malorum (Koppenhága, 1876); Cato major és Laelius (uo. 1835). Majd kiadta: Emendationes Livinae (uo. 1877); Opuscula academica (uo. 1887); Adversaria critica ad scriptores graecos et latinos (uo. 1871-1873 és 1884). Latin és görög nyelvtanában (uo. 1841 és 1846) új álláspontot foglal el és sok vitás kérdést megvilágosít. Németül is kiadta: Kleine philologische Schriften (Lipcse, 1875) és Die Verfassung und Verwaltung des römischen Staates (uo. 1881-82). Szülővárosa 1874-ben bronz mellszobrot emelt Madvig emlékének.